# Cyrus Field

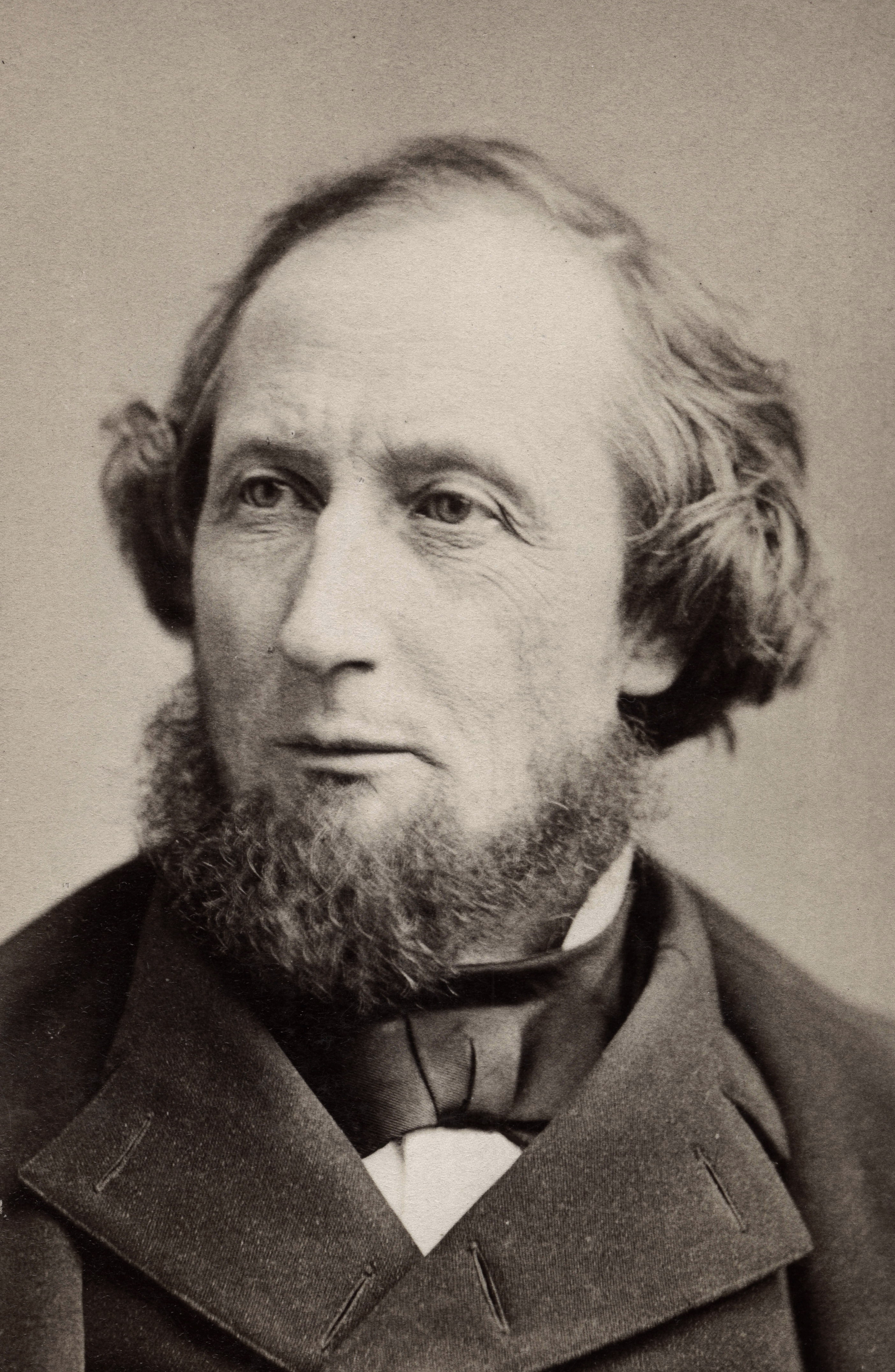
Cyrus West Field
(ca. 1870), Napoleon Sarony

Cyrus West Field (Stockbridge (Massachusetts), 30 november 1819 – Irvington (New York), 12 juli 1892) was een Amerikaans zakenman en financier die de Atlantic Telegraph Company leidde. Het bedrijf dat in 1858 succesvol de eerste trans-Atlantische telegraafkabel aanlegde.

## Biografie
Field werd geboren als domineeszoon van David Dudley Field. Op zijn vijftiende ging hij naar New York, maar drie jaar later keerde hij terug naar zijn geboorteplaats. In 1890 ging hij opnieuw naar New York. Door grote winsten te maken op zijn zakelijke ondernemingen had hij zo'n groot fortuin bijeenverdiend dat hij op zijn 33ste reeds met pensioen kon. In 1850 financierde hij de expedities van de schilder Frederic Edwin Church naar het Andesgebergte.

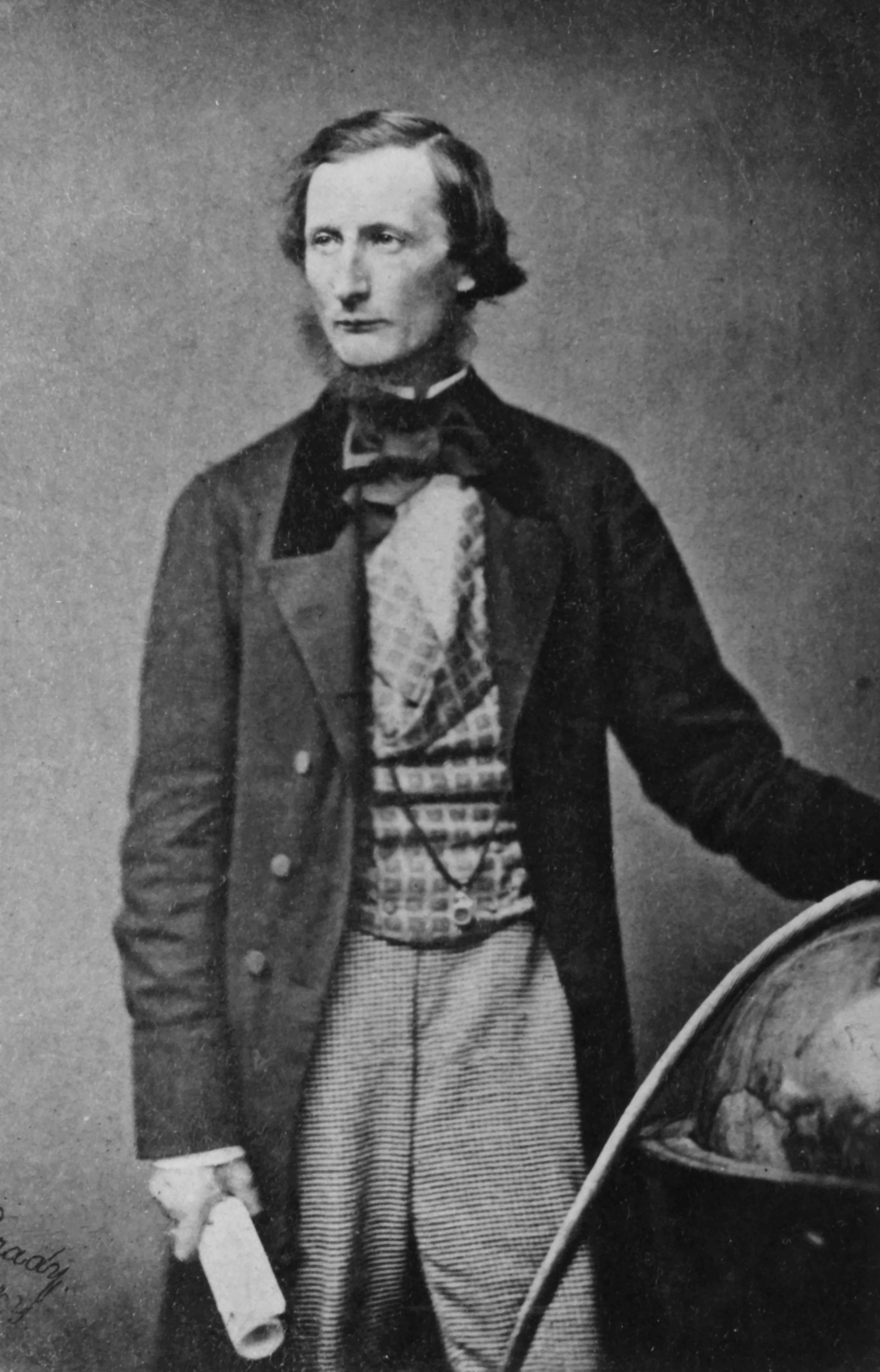
Cyrus West Field
(ca. 1860), Mathew Brady

In 1854 begon Field met de uitvoering van het plan om een 3800 kilometer lange onderzeese telegrafiekabel aan te leggen tussen Newfoundland en Ierland. Voor de technische kennis riep hij hulp van de Britten Charles Tilston Bright en John Watkins Brett. Na twee mislukte pogingen lukte het ze om op 16 augustus 1858 met succes een telegram te versturen. Echter na een maand raakte de lijn al onherstelbaar beschadigd. Desondanks maakte deze zege van Field een internationale beroemdheid. In New York kocht de firma Tiffany & Co.  de in de USS Niagara overgebleven onderzeekabel op en verkocht deze succesvol in stukjes van vier inch lang als souvenir.
Door het uitbreken van de Amerikaanse Burgeroorlog (1861-1865) zou het tot 1865 duren voordat Field een nieuwe expeditie kon ondernemen. Met het stoomschip Great Eastern begon Field vanuit Ierland aan een nieuwe poging, maar de kabel knapte onderweg. Pas een jaar later, in 1866, slaagde hij erin om zonder problemen een commercieel betrouwbare kabel te leggen.
Door slechte investeringen ging Field aan het einde van zijn leven echter bankroet. Hij overleed op 72-jarige leeftijd. Hij en zijn vrouw Mary Bryan Stone hadden vier zonen en drie dochters.